# Pungentella
Pungentella là một chi rêu trong họ Sematophyllaceae.